# Carrozzeria Castagna
Carrozzeria Castagna was een Italiaanse carrosseriebouwer, opgericht in Milaan in 1849 en actief tot 1954. In 1994 werd de naam opnieuw geïntroduceerd, maar zonder directe band met het oorspronkelijke bedrijf.

## Geschiedenis

### 1849-1954
Carrozzeria Castagna werd in 1849 opgericht in Milaan door Carlo Castagna voor het bouwen van luxueuze koetsen. Dankzij de hulp van enkele rijke Milanese families groeit het bedrijf uit tot een bekende koetsenbouwer. Tegen het eind van de 19e eeuw worden de eerste carrosserieën voor gemotoriseerde voertuigen gebouwd voor de Italiaanse invoerders Ottolini en Ricordi van Benz. In het begin van de twintigste eeuw komt de Italiaanse auto-industrie van de grond - in 1899 werd FIAT opgericht - en Castagna gaat zich dan ook richten op die markt. In 1905 bouwt Castagna de Sparveiro voor koningin Margaretha van Savoye op basis van een Fiat 24HP. In 1914 bouwt Castagna de Alfa 40-60 HP Aerodinamica met een torpedovormig koetswerk voor graaf Marco Ricotti.
In 1915 sterft Carlo Castagna en zijn zoon Ercole neemt de leiding van het bedrijf over. Hij verhuist het bedrijf naar een nieuwe fabriek aan de via Montevideo met een grotere capaciteit en onder zijn leiding gaat Castagna chassis en carrosserieën bouwen voor de grote automerken uit die tijd zoals Alfa Romeo, Hispano Suiza, Isotta Fraschini, Lancia en Mercedes. Het bedrijf telt ondertussen 4000 werknemers en was daarmee de grootste Italiaanse producent van autocarrosserieën. Castagna blijft echter vooral bekend voor het bouwen van eenmalige koetswerken voor de rijkeren en kan onder andere Paus Pius XI tot zijn klanten rekenen.
Na de Tweede Wereldoorlog verandert de markt en is er minder plaats voor producenten die zich bezighouden met de bouw van unieke carrosserieën. In 1954 moet de fabriek zijn deuren sluiten.

### 1995-heden
In 1995 verkregen Gioacchino Acampora en Uberto Pietra de rechten op de naam Castagna en probeerden zij het merk nieuw leven in te blazen. Opnieuw werd het bedrijf gevestigd in Milaan en op basis van een SZ van het eveneens Milanese bedrijf Alfa Romeo bouwden zij de Castagna Vittoria, genoemd naar de dochter van Pietra. De wagen werd voor het eerst voorgesteld op de Autosalon van Genève en Acampora zorgde voor het gewaagde ontwerp. In 2002 werd de Maserati Auge voorgesteld op het Concorso D’Eleganza di Villa d’Este. Castagna houdt zich tegenwoordig bezig met zowel de bouw van unieke eenschalige modellen als het tunen van bestaande modellen.

## Modellen
- 1905: Castagna Sparveiro
- 1914: Alfa 40-60 HP Aerodinamica

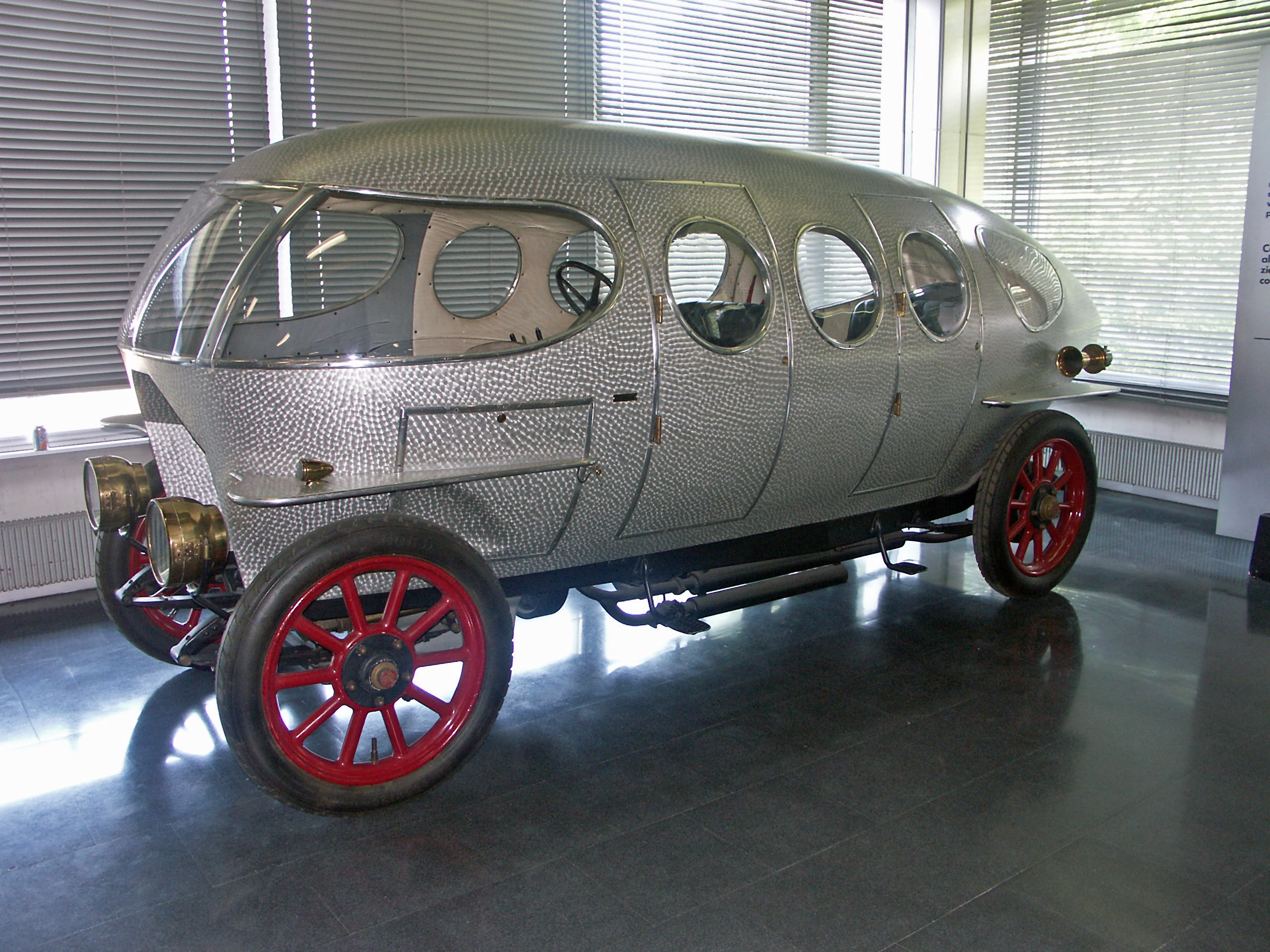
Alfa 40-60 HP Aerodinamica uit 1914

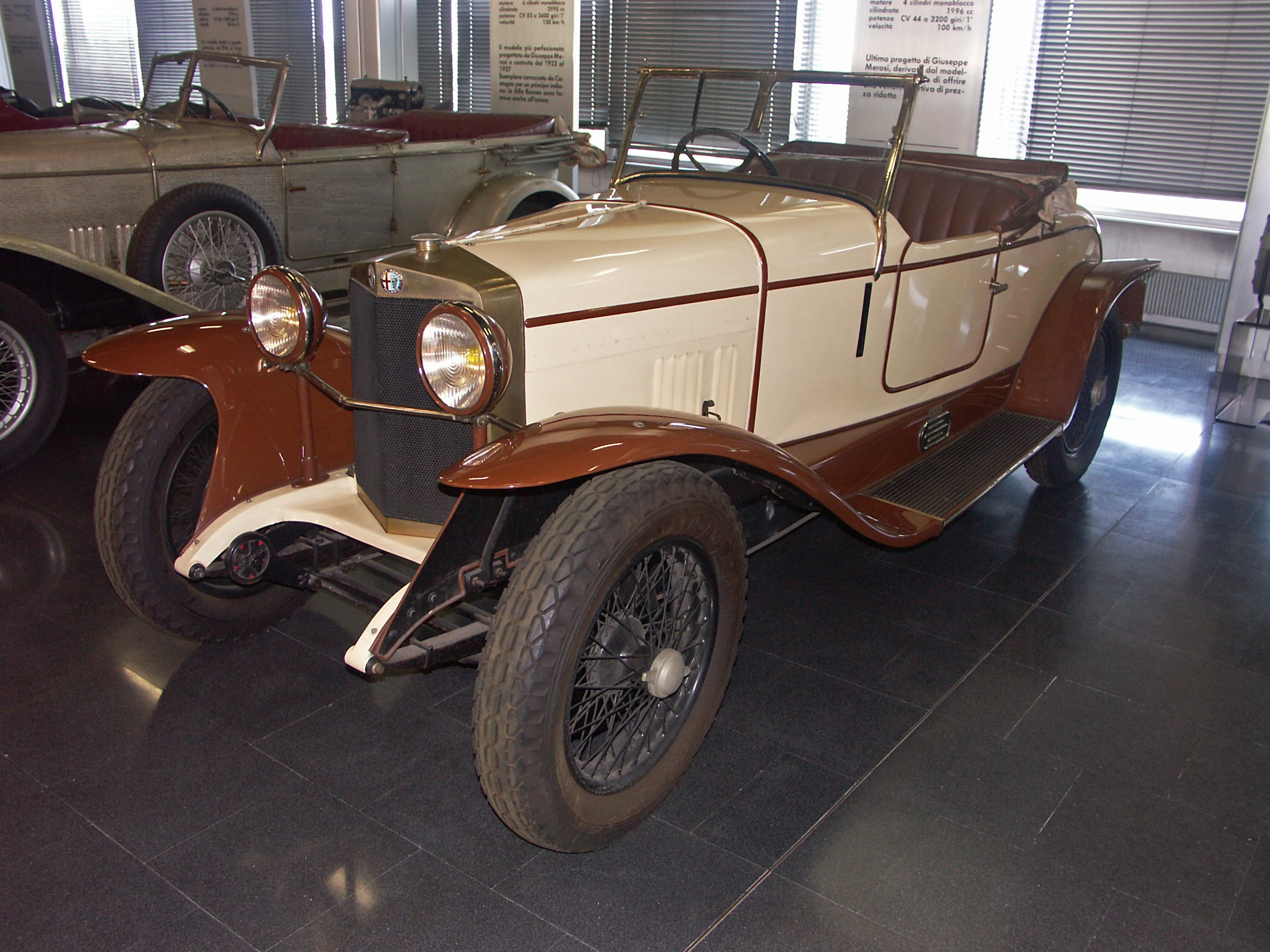
Alfa Romeo RM Sport Castagna uit 1924

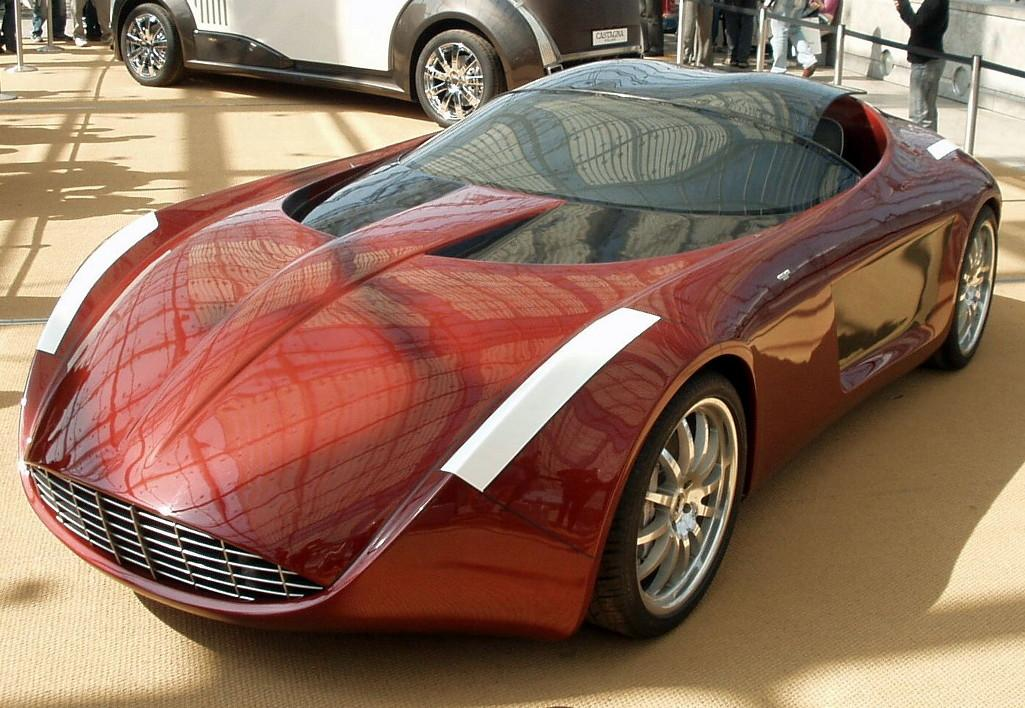
Castagna Aria uit 2005

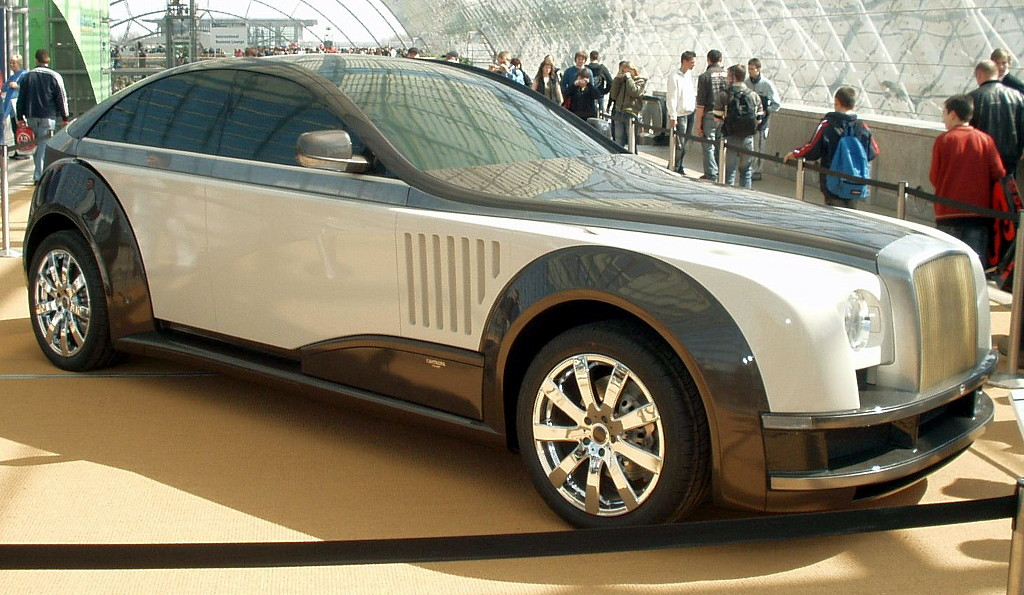
Isotta Fraschini Imperial Landaulet uit 2006

- 1924: Isotta Fraschini 8A Castagna Torpedo
- 1924: Alfa Romeo RM Sport Castagna
- 1928: Isotta Fraschini 8AS Castagna Landaulet
- 1928: Alfa Romeo 6C 1500 Sport Castagna Torpedo
- 1931: Mercedes-Benz 770 K Grosser Castagna
- 1931: Alfa Romeo 6C 1750 Cabriolet Royale Castagna
- 1931: Lancia Artena Castagna
- 1933: Lancia Astura Double Phaeton
- 1950: Cisitalia 202 SC Castagna Spider
- 1995: Alfa Romeo Vittoria
- 2002: Maserati Auge
- 2003: Alfa Romeo G.C.
- 2003: Ferrari Rossellini
- 2004: Mini Woody
- 2004: Mini Wagon Castagna
- 2004: Mini SUWagon
- 2005: Mini Tender
- 2005: Mini CrossUP
- 2005: Mercedes-Benz CL500 G.M.
- 2005: Bentley Shooting Brake
- 2005: Castagna Aria
- 2006: Isotta Fraschini Imperial Landaulet
- 2007: Fiat 500 Cinquino Castagna
- 2007: Fiat 500 Woody Wagon
- 2007: Fiat 500 Capri
- 2007: Castagna Aznom
- 2008: Rolls-Royce Coupé Royale
- 2008: Fiat 500 Tender2
- 2010: Mazda MX5 Missoni
- 2011: Mini Countryman Firefly
- 2014: Peugeot 2008 Castagna
- 2015: Lexus RX400h
- 2015: Mini Clubman Azure Wenge
- 2016: Peugeot 508 RXH Gris
- 2018: Fiat 500 Yellow Chrome
- 2018: Audi A8 Avant Allroad
- 2020: Range Rover Evoque Castagna

Deze lijst is niet volledig.